# Aselefech Mergia
Aselefech Mergia (ur. 23 stycznia 1985 w Waliso) – etiopska lekkoatletka, specjalistka od długich dystansów, brązowa medalistka mistrzostw świata z Berlina w maratonie.

## Osiągnięcia
- 2 medale mistrzostw świata w półmaratonie (Rio de Janeiro 2008), srebro indywidualnie i złoto w drużynie
- brąz mistrzostw świata (bieg maratoński, Berlin 2009)
- 12. miejsce w mistrzostwach świata (bieg maratoński, Londyn 2017)

W 2012 reprezentowała Etiopię na igrzyskach olimpijskich w Londynie, na których zajęła 42. miejsce w maratonie.

## Rekordy życiowe
- półmaraton – 1:07:21 (2011)
- bieg maratoński – 2:19:31 (2012) były rekord Etiopii